# Ilayda Bostancieri
Ilayda Bostancieri (* 14. April 1995, auch İlayda Bostancıeri) ist eine deutsche Politikerin (Bündnis 90/Die Grünen). Sie ist seit 2022 Abgeordnete im Landtag von Nordrhein-Westfalen.

## Leben
İlayda Bostancıeri wuchs zunächst im Münsterland, ab dem vierten Lebensjahr im Ruhrgebiet auf und zog 2008 nach Gelsenkirchen. Sie war zuletzt als Familienhelferin in Duisburg tätig.

## Partei und Politik
İlayda Bostancıeri ist seit 2019 Mitglied von Bündnis 90/Die Grünen. Sie gehört dem Rat der Stadt Gelsenkirchen seit 2020 an. Bei der Landtagswahl in Nordrhein-Westfalen 2022 erhielt sie ein Abgeordnetenmandat im Landtag von Nordrhein-Westfalen. Sie zog über die Landesliste ihrer Partei ins Parlament ein.